# Милан Антолкович
Милан Антолкович (сербохорв. Milan Antolković; 27 вересня 1915, Загреб — 27 червня 2007) — югославський футболіст, що грав на позиції нападника. По завершенні ігрової кар'єри — тренер.
Виступав, зокрема, за клуб «Граджянскі», а також національні збірні Югославії і Хорватії.
Дворазовий чемпіон Югославії. Чемпіон Хорватії. Дворазовий володар Кубка Югославії (як тренер).

## Клубна кар'єра
У дорослому футболі дебютував 1929 року виступами за команду клубу «Максимир» (Загреб), в якій провів три сезони.
1932 року перейшов до клубу «Граджянскі», за який відіграв 13 сезонів. Завершив професійну кар'єру футболіста виступами за команду «Граджянскі» у 1945 році.

## Виступи за збірні
1937 року дебютував в офіційних матчах у складі національної збірної Югославії. Протягом кар'єри у національній команді, яка тривала 3 роки, провів у її формі 8 матчів, забивши 1 гол.

## Кар'єра тренера
Розпочав тренерську кар'єру, повернувшись до футболу після невеликої перерви, 1952 року, очоливши тренерський штаб клубу «Динамо» (Загреб).
1957 року став головним тренером команди «Динамо» (Загреб), тренував «динамівців» один рік.
Згодом протягом 1959—1960 років очолював тренерський штаб клубу «Динамо» (Загреб).
1961 року прийняв пропозицію попрацювати у клубі «Динамо» (Загреб). Залишив «динамівців» 1964 року.
Протягом одного року, починаючи з 1965, був головним тренером команди СФРЮ.
Протягом тренерської кар'єри також очолював команди клубів «Брегенц» та «Тасманія» (Берлін).
Останнім місцем тренерської роботи був клуб «Осієк», головним тренером команди якого Милан Антолкович був з 1971 по 1973 рік.
Помер 27 червня 2007 року на 92-му році життя.

## Титули і досягнення

### Як гравця
- Чемпіон Югославії (2):

«Граджянскі»: 1937, 1940
- Чемпіон Хорватії (1):

«Граджянскі»: 1941

### Як тренера
- Володар Кубка Югославії (2):

«Динамо» (Загреб): 1960, 1963